# Hahoe
Le village folklorique de Hahoe à Andong, en Corée du Sud, est un village traditionnel qui a conservé l'architecture Joseon, des traditions, des livres anciens, et les masques hahoetal.
Ce village est situé sur le Hwachon, qui est un affluent du Nakdong. Au nord se trouve la falaise Buyongdae, au sud, le mont Namsan. Le village est organisé selon les principes géomantiques de pungsu, et a donc une forme de fleur de lotus.

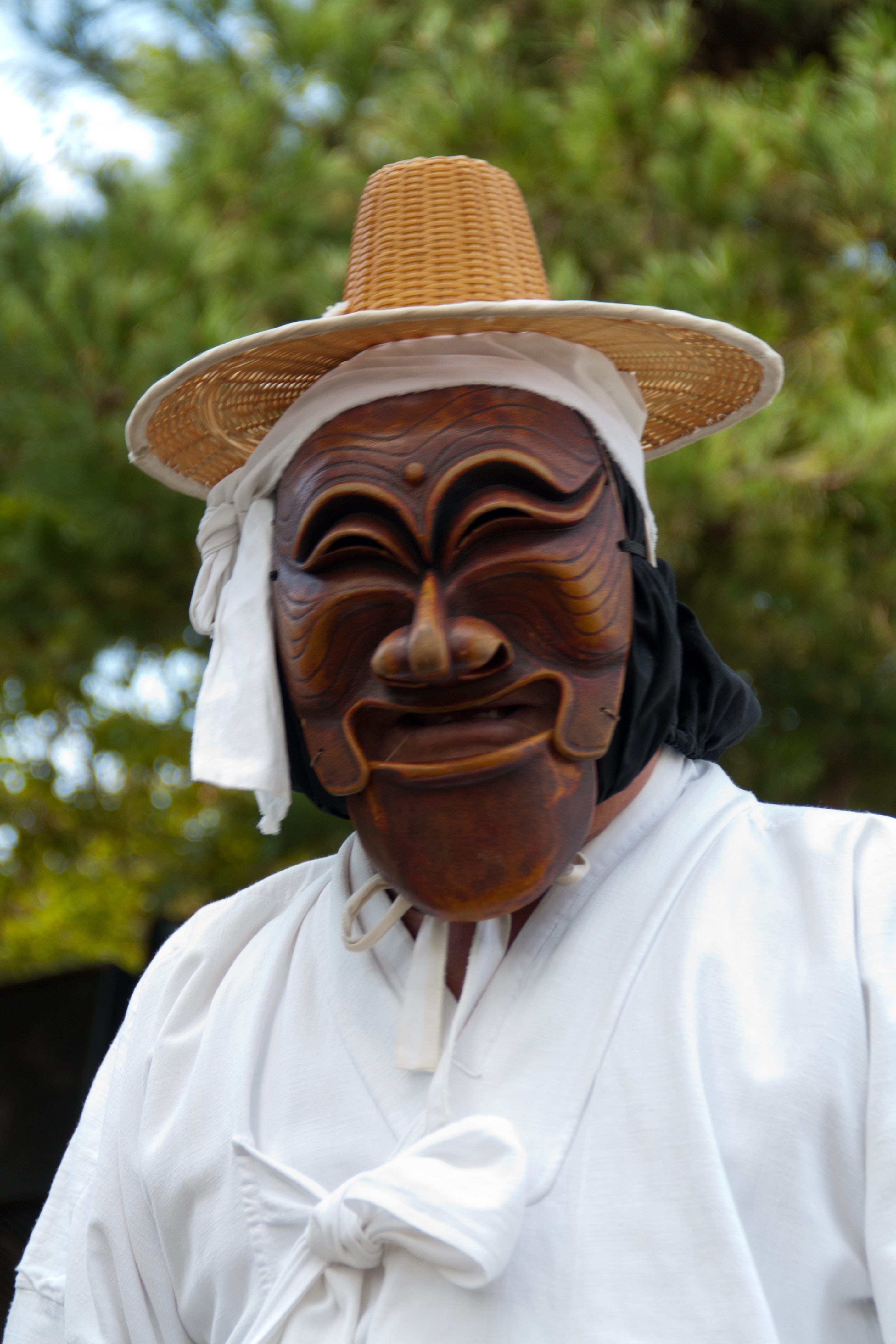
Masque hahoetal